# Vesna Pusić
Vesna Pusić (Zágráb, 1953. április 25.) horvát szociológus és politikus, Zoran Milanović balközép kabinetjének első miniszterelnök-helyettese, valamint külügyminisztere és európai ügyekért felelős minisztere volt. Kolinda Grabar-Kitarović után ő volt Horvátország második női külügyminisztere. Kimondottan liberálisként és az európai integráció, az antifasizmus, a nemek közötti egyenlőség és az LMBT jogok szószólójaként ismert.
Miután az 1990-es évek elején politikai szerepet vállalt, Pusić öt egymást követő ciklusban volt képviselő, a 2000-es, 2003-as, 2007-es, 2011-es, 2015-ös és 2016-os parlamenti választásokon választották be a horvát parlamentbe. A 2009–2010-es elnökválasztáson is indult, tizenkét jelölt közül ötödik lett. 2008–2011-es parlamenti ciklusa során a Horvátország Európai Unióval folytatott csatlakozási tárgyalásainak előrehaladását nyomon követő parlamenti bizottság elnöke volt. Az Európai Liberális Demokrata és Reformpárt (ELDR) alelnöki posztját is betöltötte.

## Élete és pályafutása
Vesna Pusić 1953. március 25-én született Zágrábban Eugen Pusić jogász és egyetemi tanár, valamint Višnja Anđelinović angol nyelvtanár gyermekeként. 1971-ben érettségizett a Zágrábi II. számú Gimnáziumban, majd beiratkozott a Bölcsészet- és Társadalomtudományi Karra, ahol 1976-ban szociológia és filozófia szakon szerzett diplomát. 1984-ben ugyanezen a karon szociológiából doktorált (PhD értekezésének címe: „A kollektív döntéshozatal szerepe a munkavállalói érdekek megvalósításában”).
A diploma után Pusić 1976 és 1979 között a Nemzetközi Kutatócsoport tagjaként dolgozott, amely tizenkét európai országban végzett kutatásokat az ipari demokráciával kapcsolatban. 1976 és 1978 között a szlovéniai Ljubljanai Egyetem Szociológiai Intézetének kutatója volt. 1978-tól a Bölcsészet- és Társadalomtudományi Kar Szociológia Tanszékén dolgozik, ahol az ipari demokrácia elmélete és a politikaszociológia tantárgyakat tanítja. 1978-ban Pusić egyike volt annak a hét nőnek, akik elindították az első feminista szervezetet a szocialista Jugoszláviában. A „Žena i društvo”-t (Nő és társadalom), és az akkori hatóságok széles körben kritizálták. 1992 és 1994 között a Bölcsészet- és Társadalomtudományi Kar Szociológia Tanszékének vezetője volt. 2010 óta formálisan még mindig a Zágrábi Egyetem tanára, de nem tanít, mivel aktívan részt vesz a politikában. Előadásokat tartott a Chicagói Egyetemen, a Cornell Egyetemen, az Amerikai Egyetemen, a The New School-on, a Demokratikus Tanulmányok Nemzetközi Fórumán, a Külügyi Intézetben, a Georgetown Egyetemen, a Wilson Centerben és az MIT Sloan School of Management-en.

## Politikusi pályája
1990-ben miután részt vett a Népi Egyezmény Koalíciójában Pusić egyike volt a liberális Horvát Néppárt (HNS-LD) 28 alapító tagjának. 1992-ben kilépett a pártpolitikából, de 1997-ben újra csatlakozott ugyanahhoz a párthoz. 2000 és 2008 között, majd 2013-tól újra elnöke volt. Először a 2000-es parlamenti választáson jutott be a horvát parlamentbe, majd 2003-ban, 2007-ben, 2011-ben és 2015-ben újraválasztották. 1992-ben Pusić társalapítója és igazgatója volt az Erasmus Guildnek, a demokrácia kultúrájával foglalkozó nem kormányzati, pártoktól független agytrösztnek, valamint kiadója és szerkesztője az Erasmus folyóiratnak, amely kifejezetten a volt Jugoszlávia és Kelet-Európa, valamint a horvátországi politikai átmenet különböző kérdéseire összpontosított. Az Erasmus Guild 1998-ban beszüntette működését.

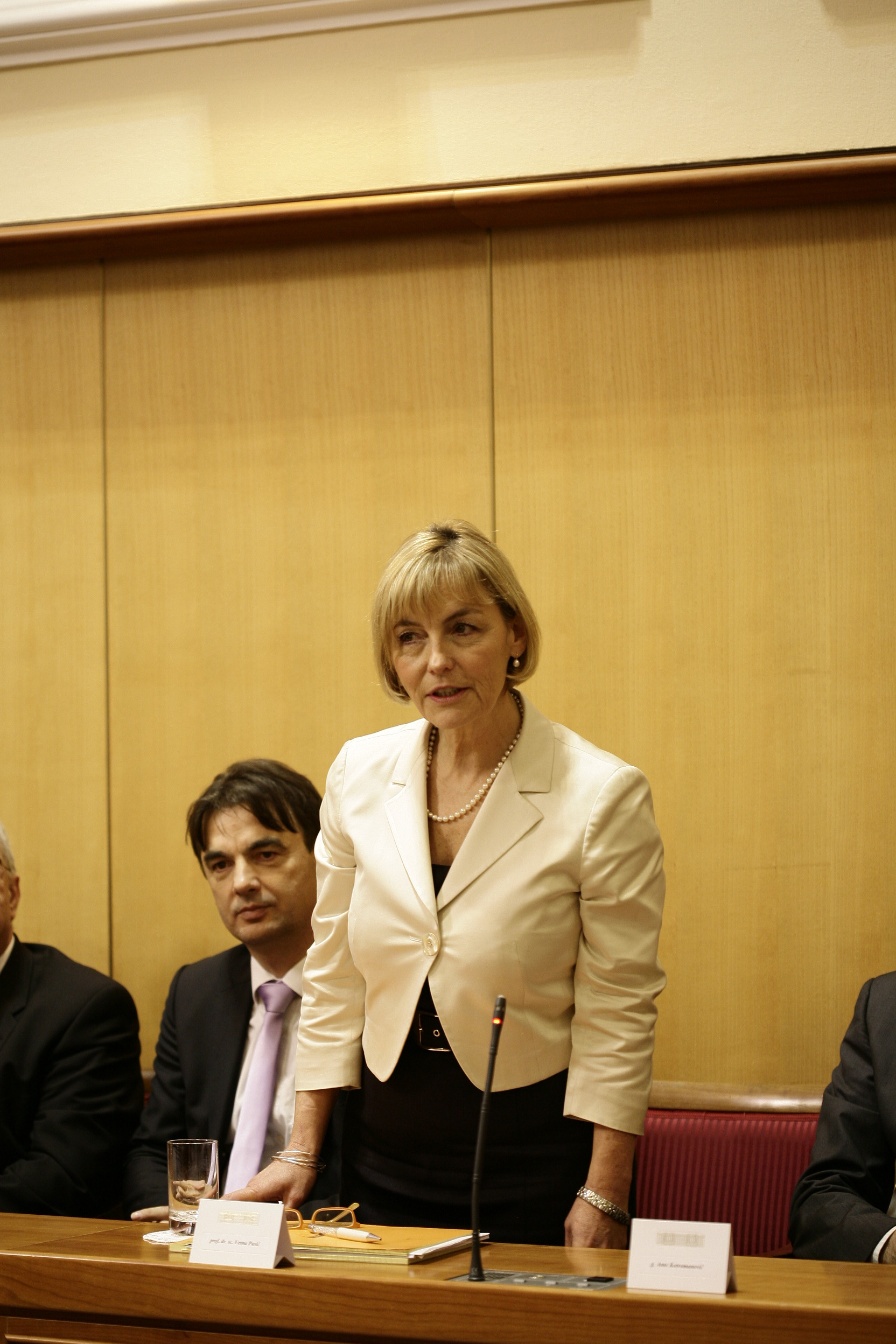
2011-ben a Horvát Köztársaság új kormányának bemutatásán

2005-ben és 2008-ban az EU-tárgyalások nemzeti bizottságának, a csatlakozási tárgyalásokat felügyelő testületnek, amely parlamenti képviselőkből, valamint az elnökből, a tudományos közösség, valamint a munkaadók képviselőiből és a szakszervezeti képviselők áll, elnökévé választották. 2006-ban és 2008-ban az ELDR alelnökévé választották. A 2009–2010-es horvát elnökválasztáson Pusić volt a HNS-LD jelöltje. Az első fordulóban 7,25%-ot szerzett, és tizenkét jelölt közül ötödik lett, így kiesett a második fordulóból.
Miután az ún. „Kukuriku-koalíció” megnyerte a 2011-es parlamenti választásokat, Pusić külügyminiszterként és európai ügyekért felelős miniszterként dolgozott Zoran Milanović balközép kabinetjében. Miután Radimir Čačićot a párt destabilizálására tett kísérletei miatt 2013. március 23-án kizárták a Horvát Néppártból, Pusić ismét pártelnök lett. 2015. szeptember 3-án a horvát kormány úgy határozott, hogy Pusićot jelöli hivatalos horvát jelöltnek a 2016-os ENSZ-főtitkár-választáson. A jelölését hivatalosan 2016. január 14-én nyújtották be. Miután azonban ENSZ 15 tagú Biztonsági Tanácsának 2016. július 21-én tartott első informális zárt ajtóknál tartott szavazásán 11 elutasító szavazatot kapott, Pusić 2016. augusztus 4-én úgy döntött, hogy eláll a jelöltségtől, és a 2016-os rendkívüli parlamenti választásokra összpontosít.

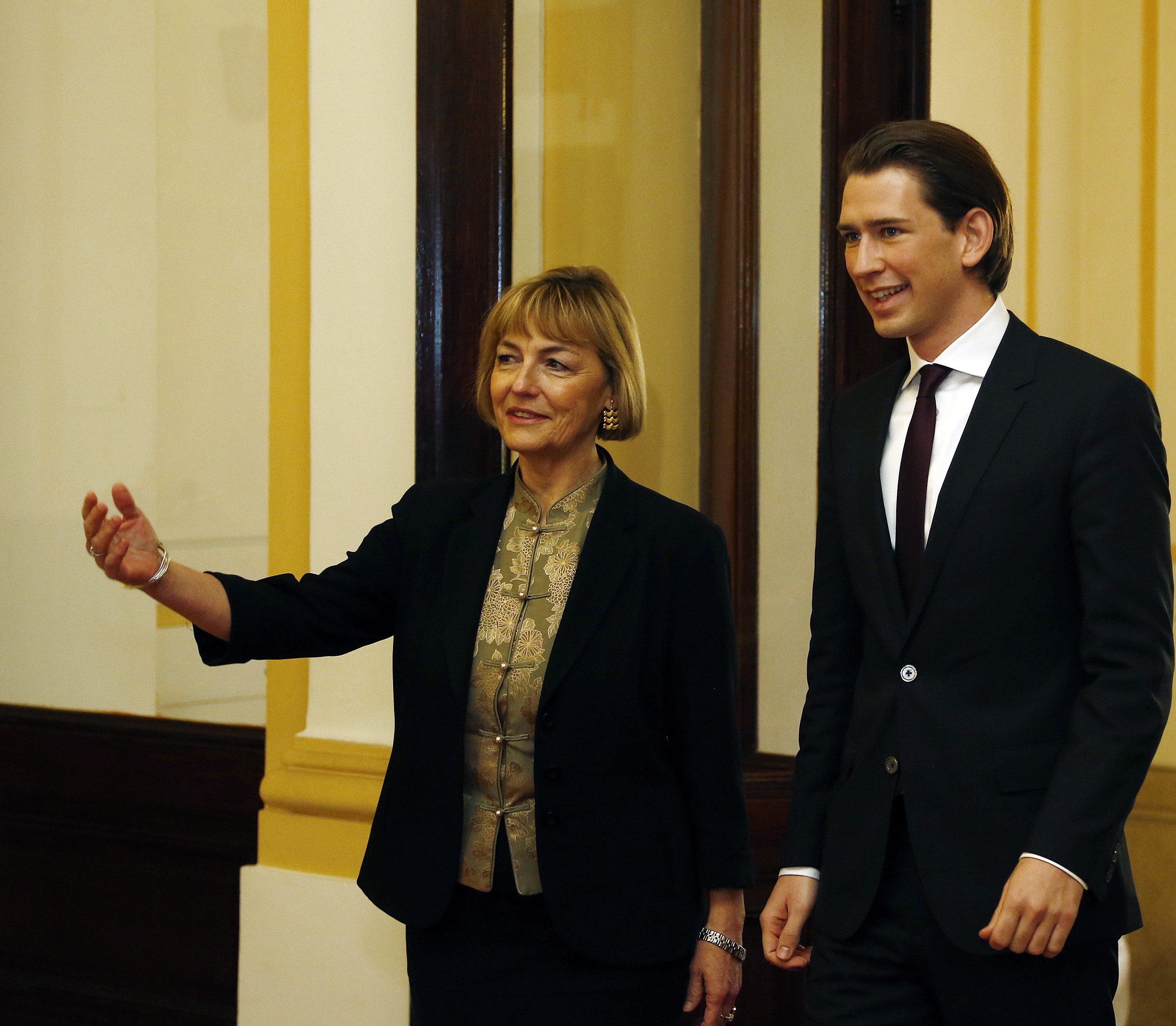
Külügyminiszterként kollegájával, Sebastian Kurz osztrák külügyminiszterrel 2013-ban Zágrábban

A 2015-ös parlamenti választásokon újra beválasztották a parlamentbe, és 2016. február 3. és 2016. október 14. között a horvát parlament alelnökeként dolgozott. A 2016-os rendkívüli parlamenti választáson újra képviselővé választották. Miután a HNS úgy döntött, hogy koalícióra lép a konzervatív Horvát Demokrata Közösséggel, Pusić kilépett a HNS-ből, és három másik képviselővel társalapítója volt az új szociálliberális és balközép pártnak, a Polgári Liberális Szövetségnek. A 2020-as parlamenti választásokig továbbra is képviselő maradt, de ekkor úgy döntött, hogy visszavonul a politikától.

### Magánélete
Pusić Jurgis Oniunas litván-amerikai vállalkozóhoz ment feleségül, akitől Daina nevű filmrendező lánya született. Folyékonyan beszél horvátul, angolul és németül.
2017-ben François Hollande francia elnök „az európai célok támogatásáért és a Franciaország és Horvátország közötti együttműködéshez való hozzájárulásáért” Franciaország legmagasabb kitüntetésével, a Becsületrenddel tüntette ki. A 2018. január 17-én, a francia nagykövet zágrábi rezidenciáján tartott díjátadó ünnepségen Philippe Meunier horvátországi francia nagykövet kijelentette: „Tudta, hogyan kell közvetíteni az európai értékeket és a közös toleranciát, a közös értékeinket – a gyűlöletbeszéd elítélése, a kisebbségekkel való együttműködés iránti érdeklődés, a horvátországi kulturális és etnikai sokszínűség értékéért való aggodalma, valamint a menekültek befogadásával kapcsolatos humánus beszéd.”

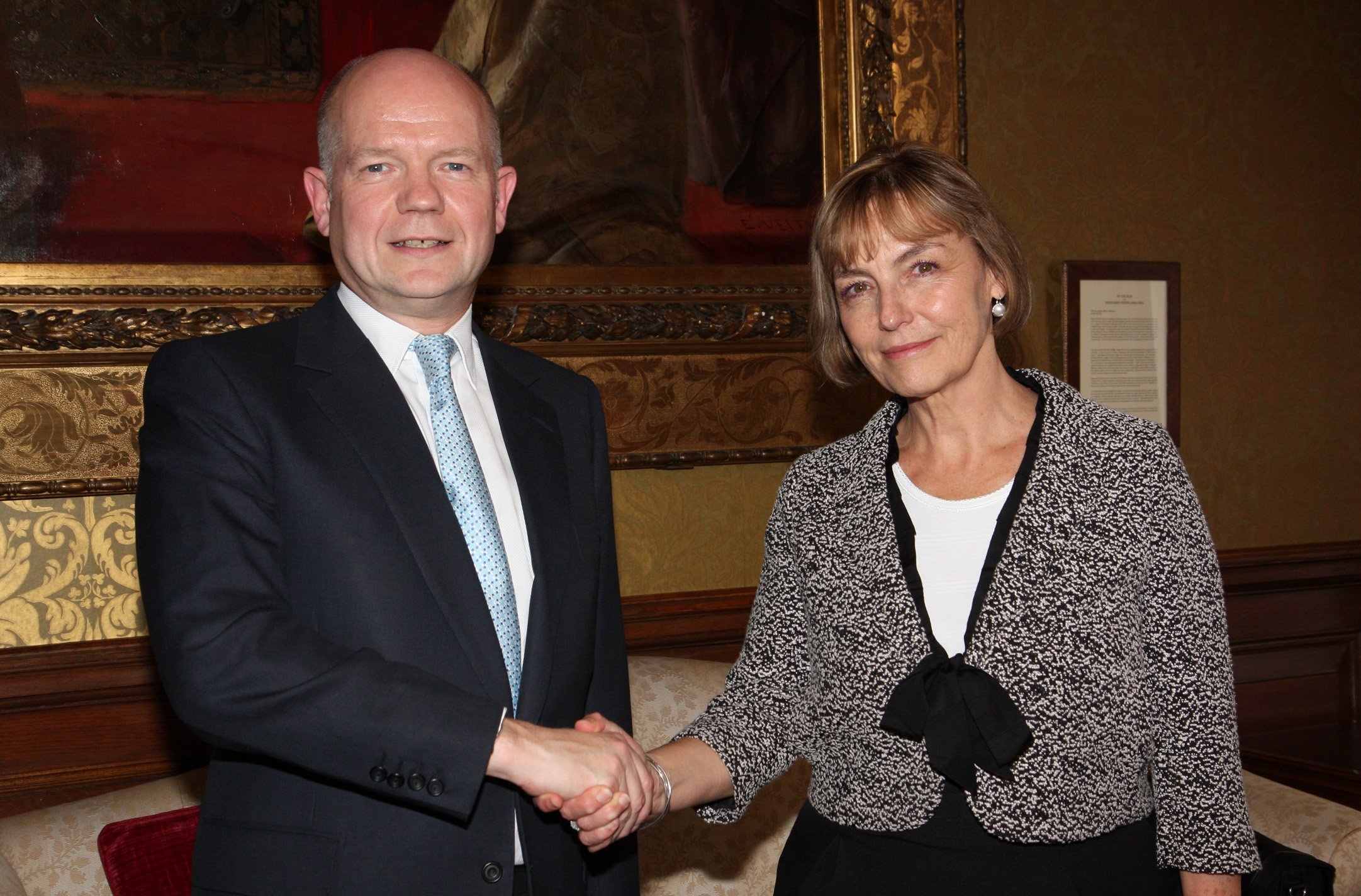
William Hague brit külügyminiszterrel 2012-ben Londonban

## Művei
- Democracies and Dictatorships, Durieux, Zagreb 1998.
- The Leaders and the Managers, Novi Liber, Zagreb 1992.
- Industrial Democracy and Civil Society, Sociološko društvo Hrvatske, Zagreb, 1986.
- Industrial Democracy in Europe, Clarendon Press, Oxford, 1981. (társszerző)
- European Industrial Relations, Clarendon Press, Oxford, 1981. (társszerző)

## Fordítás
Ez a szócikk részben vagy egészben  a   Vesna Pusić című angol Wikipédia-szócikk ezen változatának fordításán alapul.  Az eredeti cikk szerkesztőit annak laptörténete sorolja fel. Ez a jelzés csupán a megfogalmazás eredetét és a szerzői jogokat jelzi, nem szolgál a cikkben szereplő információk forrásmegjelöléseként.